# 이유비
이유비(본명: 이소율, 1990년 11월 22일 ~ )는 대한민국의 배우이다.

## 학력
- 숭의초등학교 (졸업)
- 선화예술중학교 음악과 성악전공 (졸업)
- 선화예술고등학교 음악과 성악전공 (졸업)
- 이화여자대학교 성악과 (졸업)

## 출연 작품

### 드라마
| 연도 | 방송사             | 제목                            | 역할           | 비고     |
| ---- | ------------------ | ------------------------------- | -------------- | -------- |
| 2011 | MBN                | 《뱀파이어 아이돌》             | 유비           |          |
| 2012 | KBS2               | 《세상 어디에도 없는 착한남자》 | 강초코         |          |
| 2013 | MBC                | 《구가의 서》                   | 박청조         |          |
| 2014 | SBS                | 《피노키오》                    | 윤유래         |          |
| 2015 | SBS                | 《피노키오》                    | 윤유래         |          |
| MBC  | 《밤을 걷는 선비》 | 조양선(서진)                    |                |          |
| 2016 | KBS2               | 《함부로 애틋하게》             | 톱스타 커플 역 | 특별출연 |
| 2017 | JTBC               | 《어쩌다 18》                   | 한나비         |          |
| 2018 | tvN                | 《시를 잊은 그대에게》          | 우보영         |          |
| 2020 | SBS                | 《편의점 샛별이》               | 개엄마         | 특별출연 |
| 2021 | SBS                | 《조선구마사》                  | 어리           |          |
| 2021 | SBS                | 《펜트하우스 3》                | 기도원 일찐    | 특별출연 |
| 2021 | tvN                | 《유미의 세포들》               | 루비           |          |
| 2023 | SBS                | 《7인의 탈출》                  | 한모네         |          |
| 2024 | SBS                | 《7인의 부활》                  | 한모네         | 16부작   |

### 영화
| 연도 | 제목         | 역할      | 비고 |
| ---- | ------------ | --------- | ---- |
| 2014 | 《상의원》   | 후궁 소의 |      |
| 2015 | 《스물》     | 김소희    |      |
| 2020 | 《이웃사촌》 | 이은진    |      |

### M/V
| 연도 | 가수   | 제목            | 비고 |
| ---- | ------ | --------------- | ---- |
| 2013 | 허각   | 〈향기만 남아〉 |      |
| 2014 | 비스트 | 〈이젠 아니야〉 |      |
| 2019 | 숀     | 〈습관〉        |      |

## 그 외 활동

### 텔레비전 프로그램
- 2013년 SBS 《화신: 마음을 지배하는 자》
- 2014년 KBS2 《대국민 토크쇼 안녕하세요》
- 2014년 SBS 《인기가요》 MC
- 2018년 MBC 《진짜 사나이 300》 고정 출연
- 2019년 11월 4일~2020년 6월 1일 KBS2 《개는 훌륭하다》
- 2022년 8월 4일 MBC 《심야괴담회》 - 57회 게스트
- 2021년 1월 12일 KBSJOY 《연애의 참견 시즌3》 - 54회 게스트
- 2024년 3월 19일 SBS 《강심장VS》 - 16회 게스트

### 웹예능
- 2024년 5월 10일 유튜브 《집대성》 - 6회 게스트

### 광고
- KT - TAKE HD
- 스마일마켓
- 위스퍼
- SKT - 하면서 한다
- 동양생명
- 하이트진로 - 참이슬
- 동양과학 - 크레모랩
- 롯데제과 - 설레임
- SK에너지 - 엔크린
- 현대약품 - 미에로화이바
- ABC 마트 - 누오보

## 수상 및 후보
| 연도 | 시상식                           | 부문                                     | 작품                        | 결과 | 출처                            |
| ---- | -------------------------------- | ---------------------------------------- | --------------------------- | ---- | ------------------------------- |
| 2012 | KBS 연기대상                     | 여자 신인연기상                          | 세상 어디에도 없는 착한남자 | 후보 |                                 |
| 2013 | 제49회 백상예술대상              | TV부문 여자 신인연기상                   | 세상 어디에도 없는 착한남자 | 후보 |                                 |
| 2013 | 제49회 백상예술대상              | TV부문 여자 인기상                       | 세상 어디에도 없는 착한남자 | 후보 |                                 |
| 2013 | 제7회 Mnet 20's Choice           | 20's Booming Star 여자                   | 구가의 서                   | 후보 | 보관됨 2016-03-04 - 웨이백 머신 |
| 2013 | 제2회 에이판 스타 어워즈         | 여자 신인연기상                          | 구가의 서                   | 수상 |                                 |
| 2013 | MBC 연기대상                     | 여자 신인연기상                          | 구가의 서                   | 후보 |                                 |
| 2014 | SBS 연기대상                     | 뉴스타상                                 | 피노키오                    | 수상 |                                 |
| 2015 | 제36회 청룡영화상                | 신인여우상                               | 스물                        | 후보 |                                 |
| 2015 | MBC 연기대상                     | 미니시리즈부문 여자 신인연기상           | 밤을 걷는 선비              | 수상 |                                 |
| 2015 | MBC 연기대상                     | 미니시리즈부문 여자 우수연기상           | 밤을 걷는 선비              | 후보 |                                 |
| 2015 | KoreanUpdates Awards 2015        | 베스트 커플상 (with 이준기)              | 밤을 걷는 선비              | 후보 |                                 |
| 2018 | MBC 방송연예대상                 | 버라이어티부문 여자 신인상               | 진짜 사나이 300             | 후보 |                                 |
| 2019 | 2020 대한민국 퍼스트 브랜드 대상 | 뷰티 아이콘 부문                         | 빈칸                        | 수상 |                                 |
| 2019 | KBS 연예대상                     | 쇼·오락 부문 신인상                      | 개는 훌륭하다               | 후보 |                                 |
| 2021 | 제16회 아시아 모델 시상식        | 연기자부문 인기상                        | 빈칸                        | 수상 |                                 |
| 2023 | SBS 연기대상                     | 미니시리즈 장르·액션부문 여자 우수연기상 | 7인의 탈출                  | 수상 |                                 |
| 2024 | SBS 연기대상                     | 시즌제드라마부문 여자 우수연기상         | 7인의 부활                  | 수상 |                                 |